# BMW 109-018
Le BMW 109-018 (« 109- » étant le préfixe donné par le RLM à tous les moteurs à réaction conçus pendant la guerre) était un turboréacteur à flux axial conçu pendant la Seconde Guerre mondiale par le constructeur allemand BMW.

## Développement
La conception du 109-018 débuta en 1940. Il était globalement similaire au BMW 003, mais possédait un compresseur axial à 12 étages et une turbine à 3 étages, pour une poussée de 34,3 kN.
Trois exemplaires du moteur en étaient à différents stades d'achèvement à Staßfurt, en Allemagne. Il fut décidé ensuite qu'ils seraient déplacés vers Kolbermoor, pour achever leur fabrication, et ensuite déplacés vers Oberwiesenfeld pour les essais. Malgré ces prévisions, la situation de guerre se détériorant rapidement poussa le personnel de BMW à détruire les moteurs et leurs composants, afin de les empêcher de tomber aux mains des forces alliées.